# Ba Hawa Keïta
Pour les articles homonymes, voir Keïta.
Ba Hawa Keïta, née le 20 octobre 1952 à Kayes, est une femme politique et diplomate malienne. Elle est notamment ministre de l'Emploi et de la Formation professionnelle de 2005 à 2007 et ambassadrice du Mali au Sénégal de 2008 à 2011 et en Allemagne de 2011 à 2015.

## Biographie
Ba Hawa Keïta obtient une maîtrise en allemand à l'École normale supérieure de Bamako en 1974. Elle devient alors professeur d'allemand aux lycées modernes d'Adzopé  puis de Cocody en Côte d'ivoire, puis au lycée des Jeunes de Bamako en 1982. Elle travaille ensuite au Commissariat au Tourisme, au ministère de la Communication, au ministère de l'Artisanat et du Tourisme et à l'Office malien du Tourisme et de l’Hôtellerie.
Elle est ministre de l'Emploi et de la Formation professionnelle du 20 juin 2005 au 3 octobre 2007 au sein du gouvernement Ousmane Issoufi Maïga.  Elle est ambassadrice du Mali au Sénégal de 2008 à 2011 et ambassadrice du Mali en Allemagne de 2011 à 2015.